# Kalevi keskstaadion
Kalevi keskstaadion é um estádio multi-uso localizado na cidade de Tallinn, Estónia. Atualmente o estádio é utilizado em partidas de futebol do Kalev Tallinn. O estádio tem capacidade para 12000 pessoas e foi inaugurado em 1956.

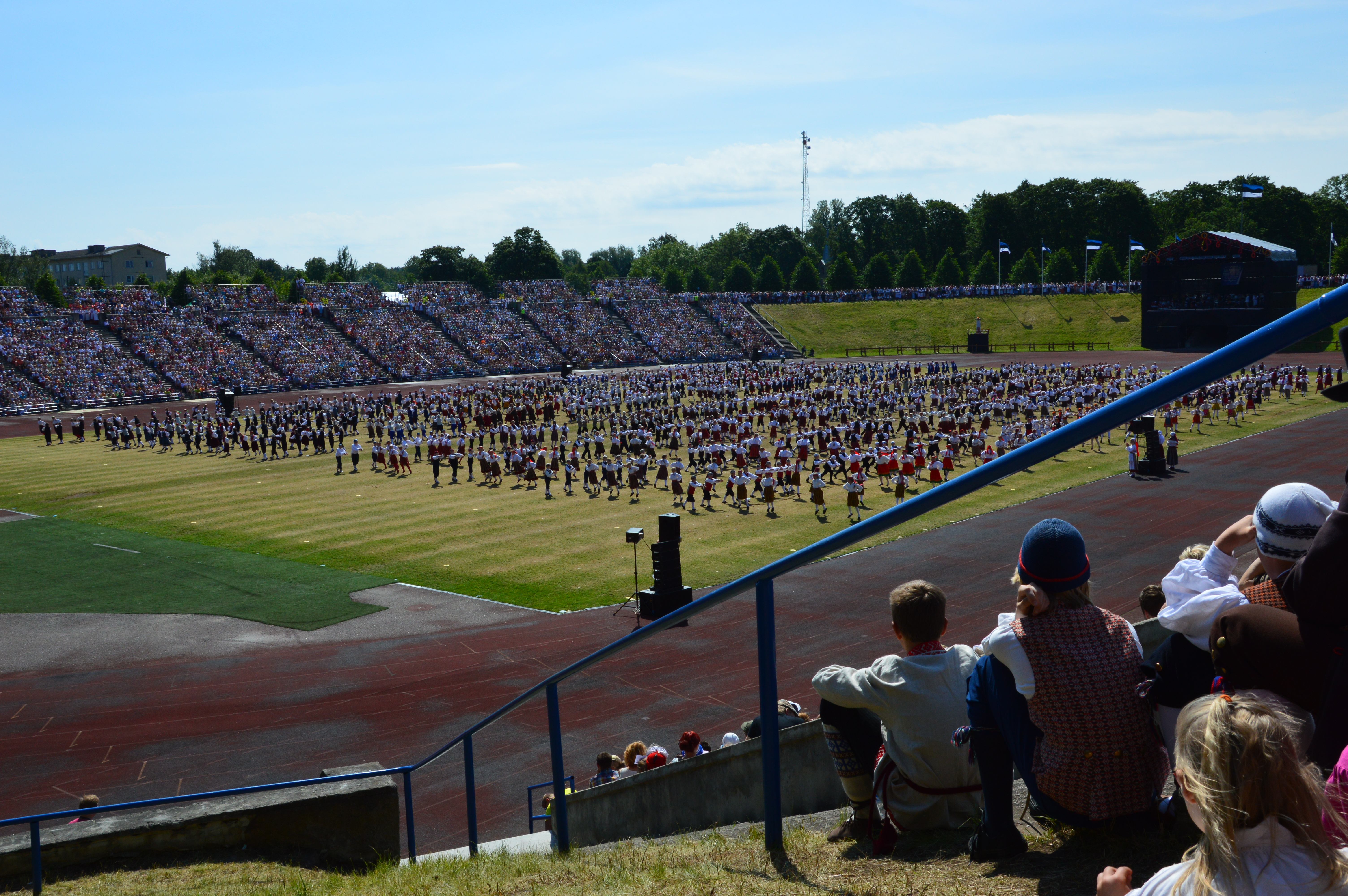
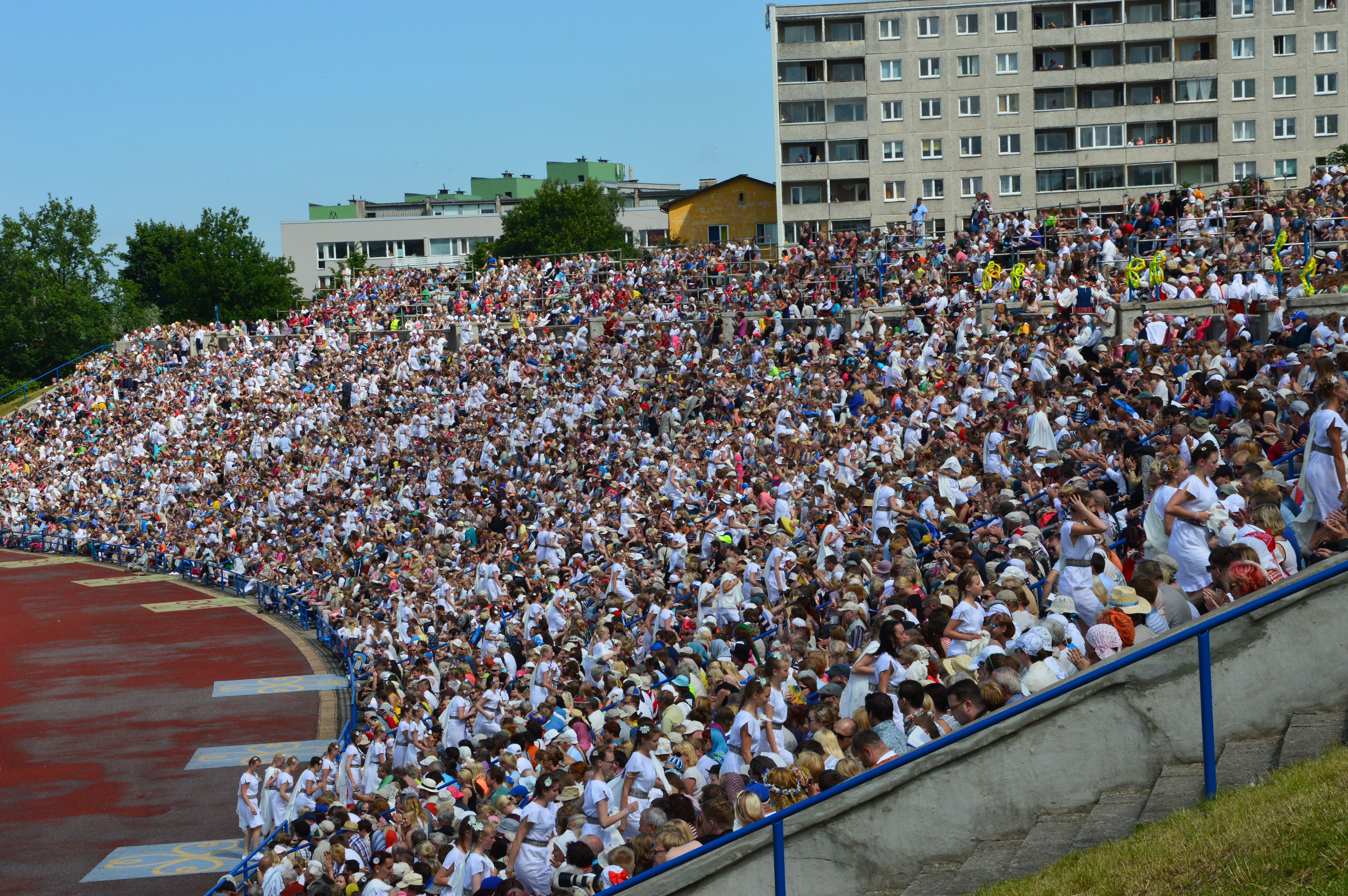
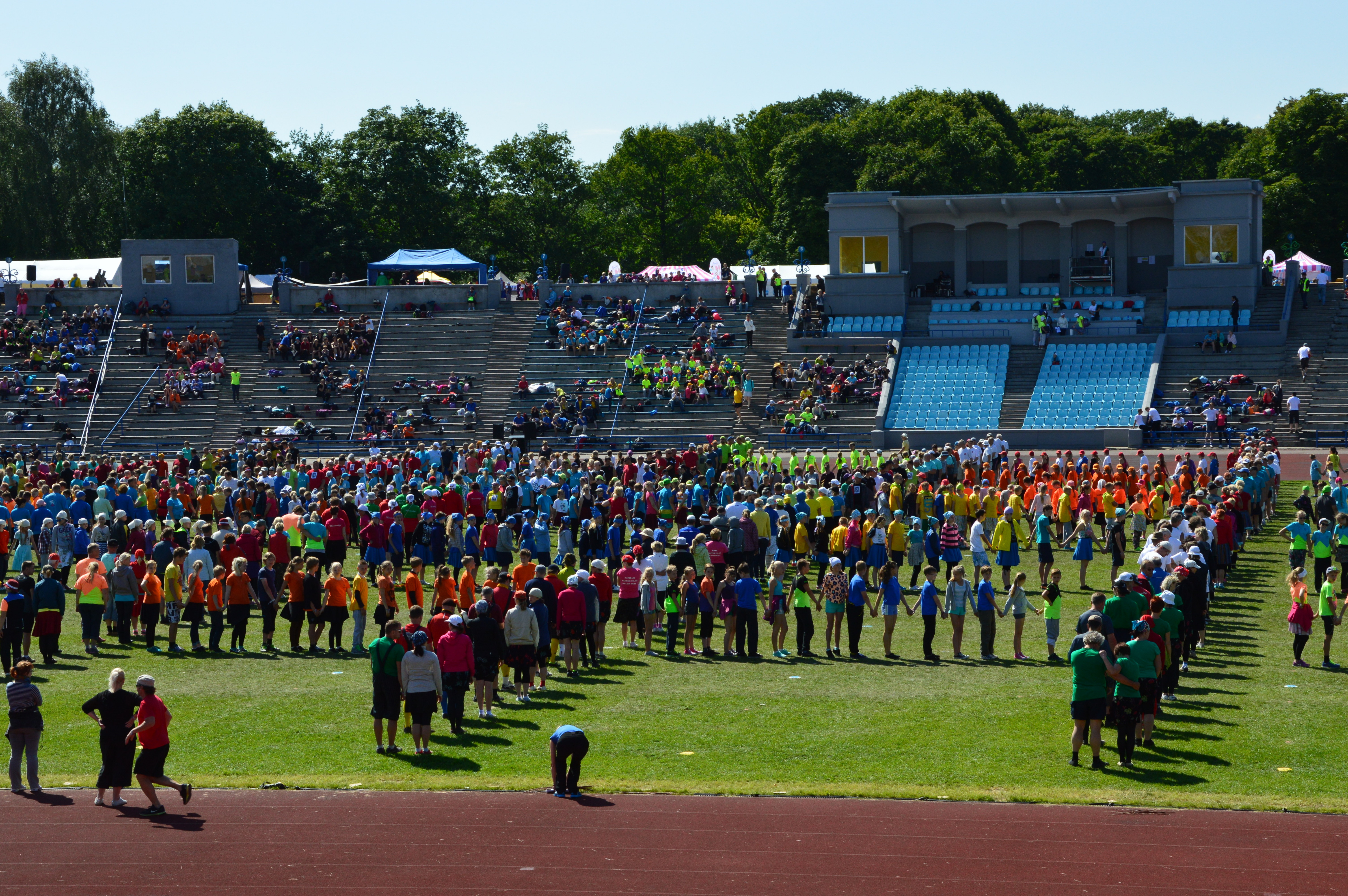